# Cyllopoda catabathmus
Cyllopoda catabathmus là một loài bướm đêm trong họ Geometridae.